# Bazar
„Bazar” este un cuvânt de origine persană (bāzār, بازار) care desemnează un loc destinat schimburilor comerciale. Fiind o instituție specifică lumii islamice, bazarul se distinge prin caracteristici specifice de ceea ce, în Europa, se numește „piață”, „târg” sau „iarmaroc”. În limba română, cuvântul bazar a pătruns pe filieră franceză, ajungând să însemne un „loc în aer liber sau magazin în care se vând tot felul de obiecte, mai ales mărunțișuri”. În spațiul islamic, însă, termenul „bazar” denumește un ansamblu structural acoperit, format din tarabe și clădiri legate între ele prin străzi, unde se comercializează diverse mărfuri. Cu toate că, în lumea persană, existau și înainte de apariția islamului diverse străzi pe care se aflau magazine sau tarabe cu mărfuri, bazarul în forma sa de astăzi este un produs al interacțiunii lumii persane cu cea islamică începând de dinaintea anului 1000. Bazarul iranian are la origine ceea ce, în lumea arabă, este numit sūq (سوق), având drept corespondent atât în spațiul otoman, cât și în cel turc contemporan, ceea ce în turcă se numește çarșı.

## Sūq în spațiul arab

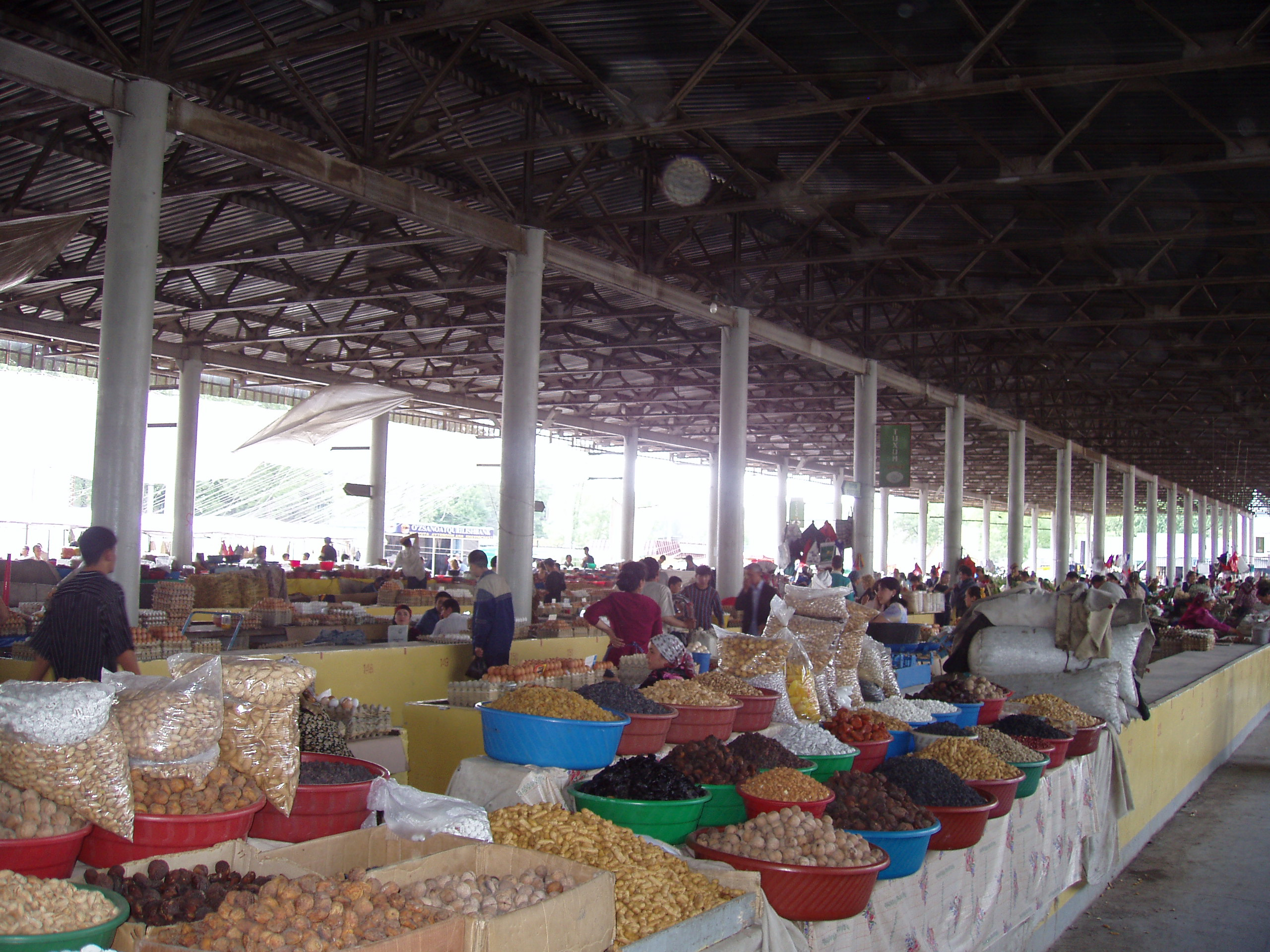
Bazar alimentar în Tașkent, Uzbekistan

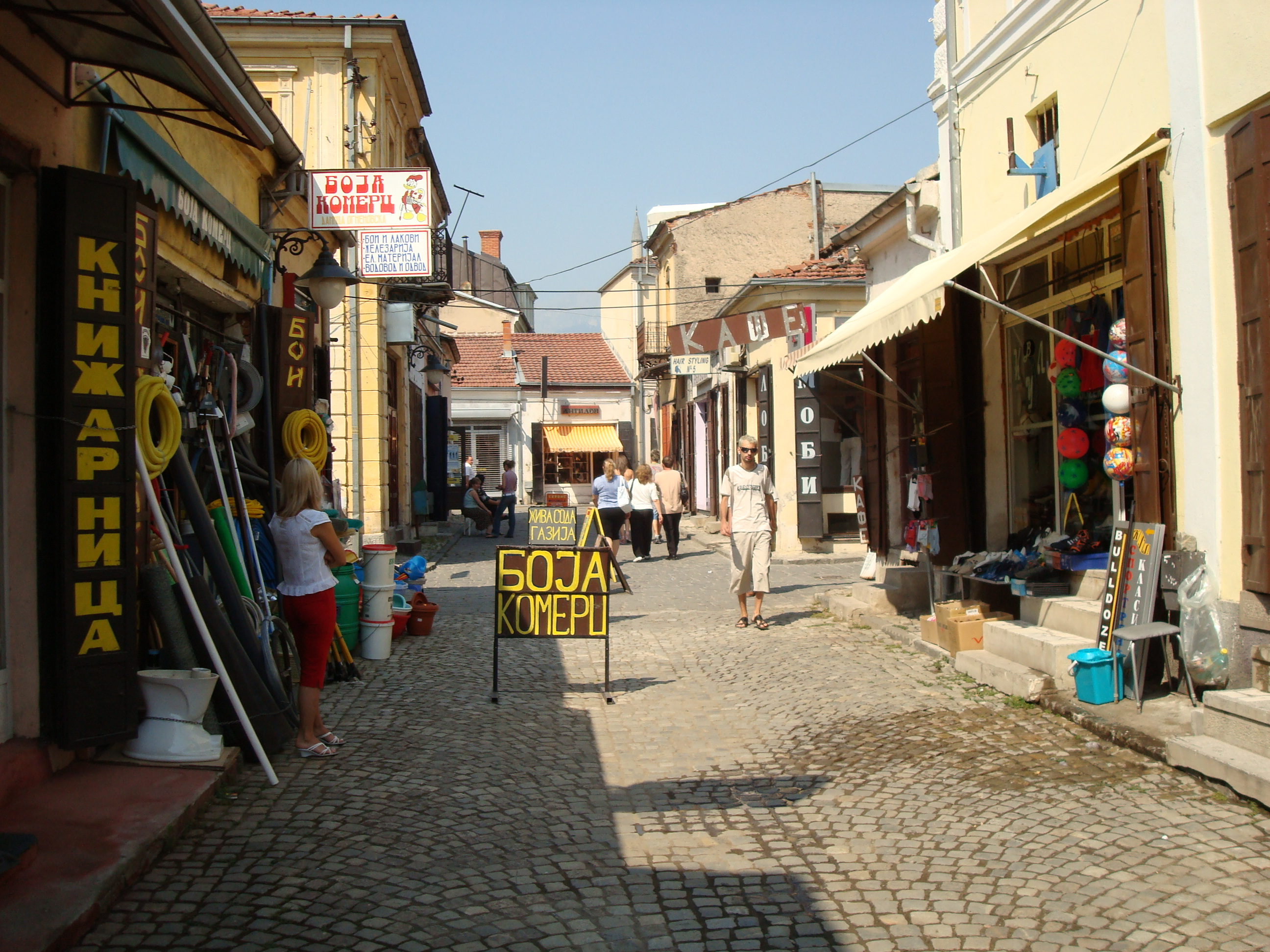
Bazar în Bitola, Republica Macedonia

### Etimologie
Cuvântul arab sūq (سوق) este derivat din aramaicul šūqā, „piață”. El este asociat cu un vechi termen din akkadiană, sūqu, derivat din rădăcina semitică šūqu, care evocă îngustime, strâmtoare. În texte ebraice timpurii, această rădăcină se regăsește în termenul šūq, folosit pentru a desemna un ansamblu de străzi și piețe. Conform Enciclopediei islamului, limba arabă a cunoscut în privința termenului sūq aceeași evoluție ca și franceza în cazul lui marché sau engleza în cazul cuvântului market: la fel ca și acestea din urmă, sūq a ajuns să desemneze atât schimbul comercial ca atare, cât și locul unde acest schimb comercial se petrece.

### Amplasare și organizare
Cu greu poate fi subestimată importanța vieții comerciale în lumea arabă, ca dovadă pentru rolul său central stând și centralitatea piețelor: în spațiul arab medieval, modelul tip al organizării urbanistice plasează în centru moscheea și reședința conducătorului, în imediata lor apropiere aflându-se și sūq-ul. În ceea ce privește structura arhitectonică a suq-ului, există două forme sub care îl putem regăsi:
- cel linear, alcătuit dintr-un șir de tarabe sau cabine amplasate de o parte sau de ambele părți ale străzii;
- cel de tipul unui conglomerat de tarabe, situate într-un spațiu gol, înconjurat de un zid și delimitat de restul orașului printr-o poartă monumentală.

## Bazarul în spațiul persan

### Etimologie
Deși etimologia cuvântului bāzār nu este concludentă, se consideră că el ar putea fi derivat din rădăcina *uahā-čā / ărana cu sensul de „piață” (având drept corespondent cuvântul persan bahā, „ preț”). Această rădăcină este pusă în relație de către specialiști în limbi de origine indo-europeană cu alte cuvinte din sfera semantică a pieței și a vânzării sau cumpărării, precum cuvântul latin vēnum, „de vânzare” sau cel francez vendre, „a vinde”. În persană, cuvântul bāzār acoperă, la origine, trei semnificații:
1. zi de piață, având loc de obicei o dată pe săptămână, când țăranii își aduc recolta la vânzare;
2. un târg ce are loc la o dată anume;
3. locul fizic unde are loc piața și care desemnează deopotrivă magazinele, tarabele, caracterizate de o morfologie arhitecturală specifică.

### Tipuri de bazar
În lumea persană de dinaintea secolului al XX-lea, existau două tipuri de bazar, corespunzând a două tipuri de orașe, după cum arată Reza Masoudi Nejad, care operează diferența între bazar „comercial” și bazar „socio-comercial”:
1. Bazar comercial: se regăsește în orașe în care schimbul economic nu este o activitate esențială, activitatea comunității fiind mai degrabă centrată în jurul agriculturii și al creșterii animalelor. În aceste orașe, bazarul este numai un loc al schimbului de produse, fără a include și alte activități socio-culturale și fără a fi situat nici în centrul orașului, nici în centrul vieții urbane ca atare.
2. Bazar socio-comercial: se află în orașe situate pe rute comerciale importante, precum Drumul mătăsii, și a căror activitate este centrată în jurul schimbului comercial ca atare. În astfel de orașe, bazarul reprezintă deopotrivă centrul configurației spațiale a orașului și centrul vieții sociale a acestuia. Acest din urmă tip de bazar este vizat atunci când se are în vedere bazarul ca instituție în lumea persană.

### Alcătuire
Bazarul persan cu funcție socio-culturală nu se reduce la activitatea economică: el este un conglomerat de magazine, caravanseraiuri, străzi și piețe (meydān), incluzând deopotrivă clădiri cu funcție religioasă, băi (hammām-uri) și alte instituții publice. Magazinele ca atare se întind de-o parte și de cealaltă a unei străzi interioare a bazarului, fiind deținute de artizani și negustori care, în general, se grupează într-o zonă sau alta a bazarului în funcție de marfa vândută. Ei sunt separați în ramuri sau bresle (rāsta) centrate în jurul unei activități specifice. 
Diversele funcții ale bazarului pot fi enumerate astfel:
- economică;
- manufacturieră;
- culturală;
- socială;
- bancară;
- politică;
- religioasă.

Dat fiind că nu există locuințe permanente în cadrul bazarului, acesta poate fi închis complet noaptea sau cu ocazia unor sărbători sau atunci când negustorii decid să ia o poziție politică prin greve. Un bazar poate include, în interiorul său, o parte numită qayṣarīya ce poate fi închisă separat, ea fiind delimitată prin porți de restul bazarului și adăpostind magazine cu mărfuri foarte prețioase, spre exemplu bijuterii sau obiecte de artă. 
Pot exista, în interiorul bazarului, și curți interioare ocupate de caravanseraiuri (kān, sarāy), mai ales în marile orașe, care reprezintă noduri de comunicare pe rutele comerciale. Caravanseraiurile situate într-o astfel de curte interioară se deschid spre străzile principale ale bazarului, existând totodată mici caravanseraiuri numite tīmča, care sunt alipite marilor caravanseraiuri. Totuși, cele mai mari și spațioase dintre caravanseraiuri, având drept rol și găzduirea călătorilor, se regăsesc nu în bazaruri, ci la marginea orașelor.

### Localizarea bazarului

#### În spațiul central-asiatic
Localizarea bāzār-ului în spațiul urban urmează arhitectura tipică a orașului central-asiatic: acesta din urmă se divide între un „oraș interior” (šahrestān)  și un „oraș exterior” (rebāt). Bāzār-ul central și caravanseraiurile se aflau în genere la una dintre porțile orașului interior. Existau însă și orașe, precum Buhara, unde orașul interior era traversat de către două străzi principale care se intersectau, iar la intersecția lor era plasat bazarul, având magazine de-a lungul celor patru alei astfel formate. De acolo îi vine în limba persană, în aceste cazuri, numele de čahār-sū, literalmente „patru drumuri”, cu prescurtarea čār-sū), unde se presupune că își are originea și cuvântul turcesc pentru piață și bazar, çarșı.

#### În Iran
Cele mai multe dintre bazarurile iraniene au evoluat în interiorul zidurilor orașelor, iar pentru a înțelege centralitatea bazarului este importantă înțelegerea structurii orașului. Acesta reprezenta, în lumea persană, el însuși un punct central – din punct de vedere religios, politic, comercial și cultural – în raport cu regiunea în care se afla. Bazarul s-a integrat în acest tip de centralitate urbană, reflectând apoi structura orașului musulman ca atare. 
Spre deosebire de alte organizări urbane, care aveau în primul rând o coeziune politică, cum era cazul polis-ului grec, unitatea orașului musulman nu era una civică, ci funcțională. Spațiul destinat activităților publice era bine delimitat, separând astfel comerțul și viața comunitară de viața strict privată, care se desfășura în cartiere de case bine închegate arhitectural, cu străzi înguste, care nu predispuneau locuitorii la o viață publică. Aceasta se desfășura doar în bazar și moschei. Această viață publică nu era însă una cu totul liberă din punct de vedere politic, căci puterea guvernamentală plana asupra sa prin așa-numitul mohtaseb sau dārūḡa, persoană însărcinată să controleze comportamentul oamenilor în public și să se asigure de curățenia și de securitatea bazarului pe timpul nopții.
Reprezentând centrul orașului, bazarul este definitoriu pentru organizarea ulterioară a străzilor, care se alcătuiesc în funcție de amplasarea bazarului. Totodată, el este reprezentativ pentru locul orașului pe harta urbanistică mai amplă a teritoriului persan, localizarea geografică a orașelor și legătura lor cu rute comerciale naționale sau globale afectând economia orașului și bazarul acestuia.

### Funcția socială a bazarului
La fel ca și în lumea arabă, bazarul este situat în proximitatea moscheii și a sediului puterii, aflându-se astfel în centrul vieții urbane. Orașul musulman iranian preia structura orașului pre-islamic, în care sediul puterii, al comerțului și al religiei erau situate în imediată proximitate. Potrivit descrierii lui Mansour-Falamaki, în orașele persane pre-moderne, bazarul reprezenta centrul vieții sociale la fel ca și piazza în lumea europeană a Evului Mediu. Pe lângă cafenelele și hammam-urile din interiorul bazarului, în care oamenii se puteau întâlni și discuta în voie, exista deopotrivă o unitate socială a comercianților din bazar, aceștia preferând atât asocierea religioasă, cât și cea matrimonială cu familii ai căror membri erau reprezentați în bazar. 
Comercianții erau la rândul lor unele dintre cele mai importante personaje ale vieții urbane persane pre-moderne, atât datorită sprijinului pe care îl acordau reprezentaților religioși, cât și datorită centralității bazarului. 
În accepțiunea sa de bazar socio-cultural, bazarul reverberează până la structurile definitorii ale societății precum mariajul sau viața religioasă, contribuind totodată la organizarea spațiului urban arhitectural. Astfel, bazarul reprezintă o marcă a interacțiunii esențiale dintre viața socio-economică a unei comunități și structura spațială urbană ca atare, stând drept dovadă pentru faptul că fiecare societate își produce propriul său spațiu.

### Funcția politică a bazarului
Comunitatea bazarului se putea mobiliza politic atât pentru a susține conducătorul, cât și pentru a-i pune sub semnul întrebării autoritatea. Susținerea putea lua forma iluminării bazarului pentru a celebra o victorie sau un alt eveniment politic major. Atitudinea contestatară putea fie lua forma simplului refuz al unei astfel de celebrări, fie se putea exprima mai concret prin închiderea totală a complexului comercial al bazarului (acțiunea fiind denumită taʿtīl-e bāzār). O astfel de închidere a bazarului echivala cu o grevă politică și economimcă împotriva puterii. Cea mai faimoasă dintre aceste contestări este cea din anul 1906, care a condus la Revoluția Constituțională din Iran.

### Bazarul modern
Din punct de vedere funcțional, în Iranul modern s-au dezvoltat trei tipuri majore de bazar:
1. bazarul unic din Teheran, care funcționează drept centru pentru comerțul național și internațional;
2. bazarurile provinciale, angajate în primul rând în comerțul dintre oraș și regiunea acestuia;
3. bazarurile locale, aflate în mici orașe sau în sate de mari dimensiuni, care servesc drept piață de desfacere pentru negustorii și agricultorii locali.

Bazarul, în lumea iraniană contemporană, a suferit modificări de proporții, ca urmare a modificărilor survenite la nivel social și arhitectural urban.
Un element major care a dus la schimbarea orașelor iraniene moderne a fost construirea, începând cu anii 1920, a numeroase bulevarde care să marcheze axele principale nord-sud și est-vest și să faciliteze transportul motorizat. În unele orașe, precum Hamadān, Kermānšāh, Shiraz sau Yazd, noile bulevarde au traversat zonele bazarului, împărțindu-l pe acesta din urmă în mai multe enclave și afectând astfel unitatea fizică a bazarului, la fel ca și pe cea a orașului ca atare.
În alte cazuri, elementul care a dus la diminuarea importanței bazarului a fost construirea, în stil modern occidental, a numeroase magazine de-a lungul noilor bulevarde.
Cu toate acestea, se poate considera că, deși schimbările recente ale lumii urbane iraniene au condus la scăderea în importanță a bazarului tradițional ca unic loc comercial urban, ele nu au condus și la declinul bazarului ca instituție. Noile magazine, departe de a înlocui bazarul, au venit în completarea lui. Iar bazarul, la rândul său, extinzându-se dincolo de granițele pe care le avea în mod tradițional, și-a extins influența socio-politică și în alte cartiere, conducând la schimbarea stilului de viață în zone urbane care până atunci fuseseră separate de viața bazarului.

## Çarșı în spațiul turc
În limba turcă, çarșı reprezintă echivalentul instituției numite în lumea persană bazar. Locul desemnat de către çarșı se opune astfel pieței deschise, care se organizează o dată pe săptămână, și care se numește pazar. Cel mai cunoscut dintre bazarurile turcești, devenit prin sine o instituție, la fel ca și bazarul din Teheran, este Marele Bazar din Istanbul, în turcă Kapalı Çarșı, literalmente „bazarul închis”, adică acoperit.  
Există, încă din timpurile otomane, diverse tipuri de çarșı și în spațiul urban din afara Instanbulului. Construit pe modelul bazarurilor persane, care includeau străzi cu magazine așezate de-o parte și de cealaltă, formând un complex comercial unitar, bazarul otoman reprezenta un loc de întâlnire al vieții comerciale cu cea socială și religioasă. Existența, și astăzi, în limba turcă a expresiei çarșıya çıkmak, literalmente „a ieși la piață”, cu sensul însă de „a ieși în oraș” stă drept dovadă pentru importanța socială a bazarului în lumea turcă.

## Listă de referințe
1. ↑  „DEX”. Accesat în 1 septembrie 2020.
2. 1 2 3  C. E. Bosworth, E. van Donzel, W. P. Heinrichs, G. Lecomte, ed. (1997). The Encyclopaedia of Islam. Leiden: Brill. p. 786.
3. 1 2  C. E. Bosworth, E. van Donzel, W. P. Heinrichs, G. Lecomte, ed. (1997). The Encyclopedia of Islam. Leiden: Brill. p. 788.
4. ↑  Magdy Tewfik. „The Architectural Originality of the Arab Traditional Souk”. Ekistics, Vol. 59, No. 354/355, Residence and Community, MAY/JUNE - JULY/AUGUST 1992: 230.
5. ↑  Henning, W. B. (1936). Ein manichäisches Bet- und Beichtbuch. Berlin: W. de Gruyter. p. 116.
6. 1 2 3 4  „Encyclopædia Iranica”. Accesat în 5 septembrie 2020.
7. 1 2 3  Reza Masoudi Nejad. „A Comparative Study of Social and Retail Bazaars: Investigating the Historical Bazaars of Dezful and Shushtar as Retail Bazaars”. Journal of Iranian Architecture Studies, 2017; 2 (10) :73-100.
8. ↑  Bonine, M.E. (1990). Encyclopedia Iranica, Volume 4, art. Bazaar. London and New York: Routledge & Kegan Paul. p. 21.
9. 1 2 3 4  „Encyclopædia Iranica”. Accesat în 6 septembrie 2020.
10. ↑  Mansour-Falamaki, M. (1992). Shekl giri-e mimari dar tajareb-e Iran va gharb. Teheran: Nashr-i-Faza.
11. ↑  Lefebvre, Henri (1991). The Production of Space. Cambridge, Massachussetts: Blackwell.
12. ↑  Bonine, M. (1980). Yazd and Its Hinterland: A Central Place System of Dominance in the Central Iranian Plateau. Marburg: Verlag des Geographischen Institutes der Universität Marburg. p. 78-148.
13. ↑  „Encyclopædia Iranica”. Accesat în 7 septembrie 2020.
14. ↑  Aygen, Gülşat. „Languages of Kapalıçarşı/The Grand Bazaar”. Journal of the Ottoman and Turkish Studies Association , Vol. 2, No. 2 (November 2015), pp. 401-419.: 404.